# Метте-Маріт, кронпринцеса Норвегії
Її Королівська Високість кронпринцеса Норвегії Метте-Маріт, уроджена Метте-Маріт Т'єссем Гьойбі, (норв. Mette-Marit Tjessem Høiby; нар. 19 серпня 1973 року) — дружина кронпринца Норвегії Гокона, спадкоємця норвезького престолу.

## Життєпис

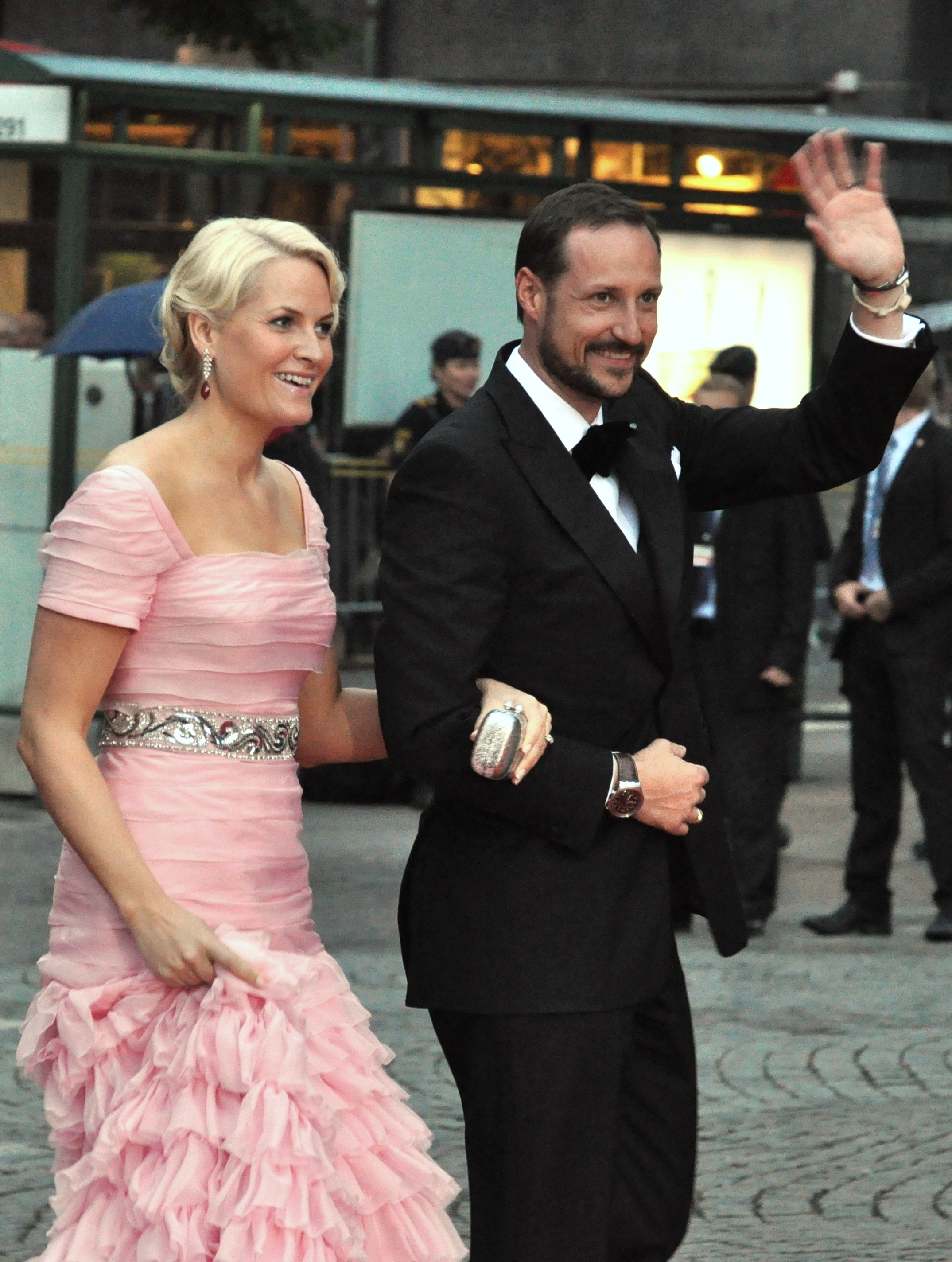
Із чоловіком у 2010

Дитинство Метте-Маріт проходило у Сетесдалені. У підлітковому віці займалася волейболом, танцями, співала у дівочому хорі, була скауткою. Коли Метте-Маріт виповнилося одинадцять, її батьки розлучилися, і вона у подальшому жила з матір'ю.
У 1999 році на концерті під час фестивалю Quart у Крістіансанді познайомилася з наслідним принцем. 1 грудня 2000 року пара заручилася. 25 серпня 2001 року кронпринц Норвегії Гокон та Метте-Маріт одружилися.
Після вивчення проблеми ВІЛ/СНІД і декількох міжнародніх поїздок, у тому числі й до України, норвезька кронпринцеса Метте-Маріт була призначена спеціальною представницею Об'єднаної програми ООН з ВІЛ/СНІД — ЮНЕЙДС.

Королівський Герб

## Діти
До свого шлюбу з принцом-наступником, а саме 13 січня 1997 року, Метте-Маріт народила сина Маріуса Борга Гьойбі. Він тепер є пасинком принца-наступника Гокона і старшим зведеним братом принцеси Інгрід Александри і принца Сверре Магнуса. ЗМІ здійняли ажіотаж навколо Маріуса, і кронпринцеса в досить відвертій незвичайній манері попросила ЗМІ поважати приватне життя її старшого сина. Англійською до нього звертаються Містер, оскільки він не отримав королівського або дворянського титулу, бо він не є сином принца-наступника. Влітку 2024 року Маріус на деякий час потрапив за грати зі звинуваченням у сексуальному насильстві.
21 січня 2004 Метте-Маріт народила дочку, принцесу Інгрід Олександру, яка стала другою в лінії престолонаслідування норвезького трону після свого батька, принца Гокона.
3 грудня 2005 Метте-Маріт народила свою третю дитину, принца Сверре Магнуса. Він є третім в черзі на норвезький престол (після батька і старшої сестри).

## Нагороди
- Великий хрест на ланцюгу ордена Святого Олафа
- Орден «Стара Планина» на стрічці (Болгарія)
- Великий хрест ордена Terra Mariana (Естонія)
- Великий хрест на ланцюгу ордена «За заслуги перед Італійською Республікою»
- Великий хрест ордена Дорогоцінної Корони (Японія)
- Великий хрест ордена «За заслуги» (Польща)
- Великий хрест ордена інфанта Генріха Мореплавателя (Португалія)
- Великий хрест ордена Ізабелли Католички (Іспанія)
- Великий хрест ордена Полярної зірки (Швеція)
- Кавалер Великого Хреста особливого ступеня ордена За заслуги перед ФРН